# Comostolopsis phylarcha
Comostolopsis phylarcha là một loài bướm đêm trong họ Geometridae.